# Giacomo Gattuso
Giacomo Gattuso (Como, 14 giugno 1968) è un allenatore di calcio ed ex calciatore italiano, di ruolo difensore.

## Carriera

### Giocatore
Ha disputato tre campionati di Serie B con le maglie di Como e Salernitana, totalizzando complessivamente 57 presenze fra i cadetti. In tutta la sua carriera ha messo a segno un'unica rete in campionato.

### Allenatore
Cessata l'attività agonistica, ha guidato per due stagioni la Canzese. Torna poi nello staff del Novara, subentrando un anno ad Osvaldo Jaconi e due anni dopo a Luigi Sacchetti come tecnico ad interim della prima squadra. Successivamente si trasferisce al Como, come capoallenatore in Serie D.
Torna al Novara come vice ed allenatore delle giovanili ed il 31 ottobre 2012 subentra all'esonerato Attilio Tesser alla guida della prima squadra del Novara, di cui da quattro stagioni guidava la formazione Primavera.
Esonerato dopo tre sconfitte su tre partite, torna alla guida della Primavera. Il 7 giugno 2014, all'indomani della sconfitta nei play-out d'andata contro il Varese nel campionato di Serie B, prende il posto dell'esonerato Alfredo Aglietti per la sola gara di ritorno; Mauro Borghetti è suo collaboratore.
Il 19 giugno 2020 firma un contratto con il Como come vice allenatore per la stagione 2020-2021. Il 1º dicembre 2020, dopo l'esonero del tecnico Marco Banchini, assume la guida tecnica della squadra della sua città. Il 25 aprile 2021, la squadra si aggiudica la promozione in Serie B alla penultima giornata, dopo aver vinto lo scontro diretto casalingo per 2-1 contro l'Alessandria: i lariani ritornano così in serie cadetta dopo cinque anni. Il 21 maggio seguente, Gattuso estende il proprio contratto con i comaschi sino al 2023. L'anno successivo, i lombardi conquistano una salvezza tranquilla, piazzandosi tredicesimi.
Dopo le prime partite della stagione 2022-2023, la società comasca annuncia che Gattuso avrebbe lasciato la guida della squadra per iniziare "un periodo di riposo prolungato", reso necessario dagli effetti nocivi dello stress e della pressione agonistica sul benessere dell'allenatore. Il 20 settembre, con la squadra penultima in classifica con tre punti dopo sei giornate, viene sostituito da Moreno Longo.
Ad ottobre consegue la licenza UEFA Pro, il massimo livello formativo per un allenatore.
Il 16 ottobre 2023, Gattuso torna per la quarta volta sulla panchina del Novara, sostituendo l'esonerato Daniele Buzzegoli, con la squadra al penultimo posto del girone A di Serie C. Termina la stagione regolare al quartultimo posto, accedendo così ai play-out, dove ha infine la meglio nel doppio confronto con il Fiorenzuola, e ottiene così la salvezza. Nel luglio del 2024, il tecnico rinnova il proprio contratto con la società fino al 30 giugno 2026. Il 30 marzo 2025, con la squadra al 10º posto in campionato in quel momento, la società decide di esonerarlo.

## Statistiche

### Presenze e reti nei club
| Stagione        | Squadra         | Campionato      | Campionato | Campionato | Coppe nazionali | Coppe nazionali | Coppe nazionali | Totale | Totale |
| Stagione        | Squadra         | Comp            | Pres       | Reti       | Comp            | Pres            | Reti            | Pres   | Reti   |
| --------------- | --------------- | --------------- | ---------- | ---------- | --------------- | --------------- | --------------- | ------ | ------ |
| 1988-1989       | SPAL            | C1              | 10         | 0          | CI-C            | ?               | 0               | 10+    | 0      |
| 1989-1990       | Como            | B               | 19         | 0          | CI              | 2               | 0               | 21     | 0      |
| 1990-1991       | Como            | C1              | 30         | 0          | CI+CI-C         | 2+?             | 0+?             | 2+     | 0+     |
| 1991-1992       | Como            | C1              | 27         | 0          | CI+CI-C         | 6+?             | 0+?             | 6+     | 0+     |
| 1992-1993       | Como            | C1              | 25         | 0          | CI+CI-C         | 1+?             | 0+?             | 1+     | 0+     |
| 1993-1994       | Como            | C1              | 34         | 1          | CI+CI-C         | 1+?             | 0+?             | 1+     | 0+     |
| 1994-1995       | Como            | B               | 28         | 0          | CI              | 2               | 0               | 30     | 0      |
| 1995-1996       | Salernitana     | B               | 10         | 0          | CI              | 0               | 0               | 10     | 0      |
| 1996-1997       | Saronno         | C1              | 23         | 0          | CI-C            | ?               | ?               | 23+    | 0+     |
| 1997-1998       | Como            | C1              | 20         | 0          | CI+CI-C         | 2+?             | 0+?             | 8+     | 0+     |
| 1998-gen. 1999  | Como            | C1              | 4          | 0          | CI-C            | ?               | ?               | 4+     | 0+     |
| Totale Como     | Totale Como     | Totale Como     | 184        | 1          |                 | 14+             | 0+              | 198+   | 1+     |
| gen.-giu. 1999  | Catania         | C2              | 4          | 0          | CI-C            | ?               | ?               | 4      | 0+     |
| 1999-2000       | Novara          | C2              | ?          | 0          | CI-C            | ?               | ?               | ?      | ?      |
| 2000-2001       | Novara          | C2              | ?          | 0          | CI-C            | ?               | ?               | ?      | ?      |
| Totale Novara   | Totale Novara   | Totale Novara   | 47         | 0          |                 | ?               | ?               | 47+    | 0+     |
| 2001-2002       | Canzese         | Ecc             | 4          | 0          | CI-Dil          | ?               | ?               | 4+     | 0+     |
| Totale carriera | Totale carriera | Totale carriera | 278        | 1          |                 | 14+             | 0+              | 292+   | 1+     |

### Statistiche da allenatore
Statistiche aggiornate al 30 marzo 2025. In grassetto le competizioni vinte.
| Stagione        | Squadra         | Campionato      | Campionato | Campionato | Campionato | Campionato | Coppe nazionali | Coppe nazionali | Coppe nazionali | Coppe nazionali | Coppe nazionali | Coppe continentali | Coppe continentali | Coppe continentali | Coppe continentali | Coppe continentali | Altre coppe | Altre coppe | Altre coppe | Altre coppe | Altre coppe | Totale | Totale | Totale | Totale | % Vittorie | Piazzamenti           |
| Stagione        | Squadra         | Comp            | G          | V          | N          | P          | Comp            | G               | V               | N               | P               | Comp               | G                  | V                  | N                  | P                  | Comp        | G           | V           | N           | P           | G      | V      | N      | P      | %          | Piazzamenti           |
| --------------- | --------------- | --------------- | ---------- | ---------- | ---------- | ---------- | --------------- | --------------- | --------------- | --------------- | --------------- | ------------------ | ------------------ | ------------------ | ------------------ | ------------------ | ----------- | ----------- | ----------- | ----------- | ----------- | ------ | ------ | ------ | ------ | ---------- | --------------------- |
| 2002-2003       | Canzese         | D               | 34+2       | 23+1       | 4+1        | 7+0        | CI-D            | 3               | 2               | 0               | 1               | -                  | -                  | -                  | -                  | -                  | -           | -           | -           | -           | -           | 39     | 26     | 5      | 8      | 66,67      | 2°                    |
| 2003-2004       | Canzese         | D               | 34         | 12         | 9          | 13         | CI-D            | 2               | 1               | 0               | 1               | -                  | -                  | -                  | -                  | -                  | -           | -           | -           | -           | -           | 36     | 13     | 9      | 14     | 36,11      | 8°                    |
| Totale Canzese  | Totale Canzese  | Totale Canzese  | 68+2       | 35+1       | 13+1       | 20+0       |                 | 5               | 3               | 0               | 2               |                    | -                  | -                  | -                  | -                  |             | -           | -           | -           | -           | 75     | 39     | 14     | 22     | 52,00      |                       |
| mag.-giu. 2005  | Novara          | C1              | 1+2        | 1+1        | 0+1        | 0+0        | CI-C            | -               | -               | -               | -               | -                  | -                  | -                  | -                  | -                  | -           | -           | -           | -           | -           | 3      | 2      | 1      | 0      | 66,67      | Sub. 15°              |
| 2005-2006       | Como            | D               | 34         | 15         | 10         | 9          | CI-D            | 2               | 1               | 0               | 1               | -                  | -                  | -                  | -                  | -                  | -           | -           | -           | -           | -           | 36     | 16     | 10     | 10     | 44,44      | 4°                    |
| feb.-giu. 2007  | Novara          | C1              | 13         | 2          | 5          | 6          | CI-C            | -               | -               | -               | -               | -                  | -                  | -                  | -                  | -                  | -           | -           | -           | -           | -           | 13     | 2      | 5      | 6      | 15,38      | Sub., Eson., Sub. 12° |
| nov. 2012       | Novara          | B               | 3          | 0          | 0          | 3          | CI              | -               | -               | -               | -               | -                  | -                  | -                  | -                  | -                  | -           | -           | -           | -           | -           | 3      | 0      | 0      | 3      | &0,00      | Interim               |
| giu. 2014       | Novara          | B               | 0+1        | 0+0        | 0+1        | 0+0        | CI              | -               | -               | -               | -               | -                  | -                  | -                  | -                  | -                  | -           | -           | -           | -           | -           | 1      | 0      | 1      | 0      | &0,00      | Sub., 19º (retr.)     |
| nov. 2020-2021  | Como            | C               | 26         | 17         | 3          | 6          | -               | -               | -               | -               | -               | -                  | -                  | -                  | -                  | -                  | SC-C        | 2           | 0           | 0           | 2           | 28     | 17     | 3      | 8      | 60,71      | Sub., 1º (prom.)      |
| 2021-2022       | Como            | B               | 38         | 11         | 14         | 13         | CI              | 1               | 0               | 1               | 0               | -                  | -                  | -                  | -                  | -                  | -           | -           | -           | -           | -           | 39     | 11     | 15     | 13     | 28,21      | 13º                   |
| lug.-set. 2022  | Como            | B               | 4          | 0          | 2          | 2          | CI              | 1               | 0               | 0               | 1               | -                  | -                  | -                  | -                  | -                  | -           | -           | -           | -           | -           | 5      | 0      | 2      | 3      | &0,00      | Risoluz.              |
| Totale Como     | Totale Como     | Totale Como     | 102        | 43         | 29         | 30         |                 | 4               | 1               | 1               | 2               |                    | -                  | -                  | -                  | -                  |             | 2           | 0           | 0           | 2           | 108    | 44     | 30     | 34     | 40,74      |                       |
| ott. 2023-2024  | Novara          | C               | 30+2       | 8+2        | 15         | 7          | CI-C            | 1               | 0               | 0               | 1               | -                  | -                  | -                  | -                  | -                  | -           | -           | -           | -           | -           | 33     | 10     | 15     | 8      | 30,30      | Sub., 17º             |
| 2024-mar. 2025  | Novara          | C               | 34         | 12         | 11         | 11         | CI-C            | 2               | 0               | 1               | 1               | -                  | -                  | -                  | -                  | -                  | -           | -           | -           | -           | -           | 36     | 12     | 12     | 12     | 33,33      | Eson.                 |
| Totale Novara   | Totale Novara   | Totale Novara   | 86         | 26         | 33         | 27         |                 | 3               | 0               | 1               | 2               |                    | -                  | -                  | -                  | -                  |             | -           | -           | -           | -           | 89     | 26     | 34     | 29     | 29,21      |                       |
| Totale carriera | Totale carriera | Totale carriera | 258        | 105        | 76         | 77         |                 | 12              | 4               | 2               | 6               |                    | -                  | -                  | -                  | -                  |             | 2           | 0           | 0           | 2           | 272    | 109    | 78     | 85     | 40,07      |                       |

## Palmarès

### Giocatore

#### Competizioni regionali
- Eccellenza: 1

Canzese: 2001-2002 (Lombardia - Girone B)

#### Competizioni nazionali
- Serie C2: 1

Catania: 1998-1999 (girone C)

### Allenatore

#### Competizioni giovanili
- Campionato Primavera 2: 1  (titolo revocato)

Novara: 2017-2018 (girone A)

#### Competizioni nazionali
- Serie C: 1

Como: 2020-2021 (girone A)